# Sukhoi Su-39
Il Sukhoi Su-39 (in cirillico Сухой Су-39), nome in codice NATO Frogfoot-C ma soprannominato dalle forze armate sovietico-russe "Grač" ("corvo"), è un aereo da attacco al suolo e supporto ravvicinato, derivato da Sukhoi Su-25, sviluppato dall'azienda aeronautica russa Sukhoi negli anni novanta ed in fase di sviluppo avanzato.

## Tecnica
Il velivolo è stato dotato di un nuovo sistema di rilevamento radar denominato Kopyo-25. Per permettergli la neutralizzazione di obiettivi terrestri di piccole dimensioni in qualsiasi condizione atmosferica, sia di giorno sia di notte, il Sukhoi SU-39 è stato equipaggiato con il sistema d'arma SUV-25T Voskhod, il quale è in grado di rintracciare automaticamente dei bersagli mobili, di fornirne indicazioni sulle distanze e di selezionare in tempo reale la migliore arma da impiegare in base alla situazione. L'identificazione del bersaglio avviene tramite un sistema ottico a scansione Shkval-M alla distanza di 12 km dal bersaglio designato. Per la navigazione è stato utilizzato il sistema satellitare A-737. La quota di combattimento massima raggiungibile dal velivolo è stata estesa a 12000 metri di altezza.
L'armamento può essere alloggiato su 10 differenti punti di aggancio esterni e comprende missili anticarro supersonici Vikhr-M, missili aria-terra Kh-29T e Kh-25ML, missili a guida laser Kh-29L e S-25L,  bombe da 500 kg AB-500KR, missili anti-radar Kh-31P, lanciarazzi B-8M1 e B-13L, razzi S-24 e S-25 e bombe a grappolo KMGU. Inoltre, è dotato di un cannone GSh-30 da 30 mm.

## Varianti
Dal Su-39 è derivata anche una versione di addestramento, denominata Su-25UBK.

## Utilizzatori
Russia
- Voenno-vozdušnye sily Rossijskoj Federacii

utilizzati per prove in ambito operativo.